# زنده‌ام و حالم خوب است
زنده‌ام و حالم خوب است (انگلیسی: Alive and Feeling Fine) دومین آلبوم استودیویی از لاست فریکوئنسیز، دی‌جی و تهیه‌کنندهٔ موسیقی اهل بلژیک پس از آلبوم کمتر بیشتر است او است که در سال ۲۰۱۶ منتشر شده بود. این آلبوم که در ۴ اکتبر ۲۰۱۹ از طریق فاوند فریکوئنسیز، ماسکیتو رکوردز و آرمادا میوزیک منتشر شد، از دو قسمت تشکیل شده‌است؛ قسمت اول شامل هفت ترانهٔ منتشرشده توسط این دی‌جی پس از ترانهٔ ۲۰۱۷ او با نام «دیوانه» و همچنین چند ترانهٔ جدید است، و قسمت دوم نیز عمدتاً شامل ریمیکس است. در نوامبر ۲۰۱۹، این آلبوم در جوایز صنعت موسیقی برای جایزهٔ «بهترین آلبوم سال» نامزد شده بود.

## جدول‌های موسیقی
| جدول (۲۰۱۹)                         | بهترین رتبه |
| ----------------------------------- | ----------- |
| آلبوم‌های بلژیکی (اولتراتاپ فلاندرز) | ۶           |
| آلبوم‌های بلژیکی (اولتراتاپ والونیا) | ۱۳          |
| آلبوم‌های هلندی (جدول‌های هلند)       | ۵۱          |
| آلبوم‌های سوئیسی (جدول موسیقی سوئیس) | ۵۲          |

| جدول (۲۰۱۹)                        | رتبه |
| ---------------------------------- | ---- |
| آلبوم‌های بلژیک (اولتراتاپ فلاندرز) | ۹۸   |

| جدول (۲۰۲۰)                           | رتبه |
| ------------------------------------- | ---- |
| آلبوم‌های بلژیک (اولتراتاپ فلاندرز)    | ۸۲   |
| آلبوم‌های بلژیک (Ultاولتراتاپ فلاندرز) | ۱۷۷  |